# Василіса Давидова
Василіса Давидова (нар. 6 лютого 1986) — колишня російська тенісистка.
Найвищу одиночну позицію світового рейтингу — 491 місце досягла 10 липня 2006, парну — 157 місце — 25 серпня 2008 року.
Здобула 16 парних титулів туру ITF.
Завершила кар'єру 2010 року.

## Фінали ITF

### Парний розряд: 33 (16–17)
| турніри $100,000 |
| турніри $75,000  |
| турніри $50,000  |
| турніри $25,000  |
| турніри $10,000  |

| Результат | Дата              | Рівень | Турнір                                     | Покриття   | Партнерка                      | Суперниця                                         | Рахунок          |
| --------- | ----------------- | ------ | ------------------------------------------ | ---------- | ------------------------------ | ------------------------------------------------- | ---------------- |
| Перемога  | 25 серпня 2003    | 10,000 | Тімішоара, Румунія                         | Ґрунт      | Юлія Ач                        | Габріела Нікулеску Моніка Нікулеску               | 6–4, 6–3         |
| Поразка   | 20 січня 2004     | 10,000 | Кінгстон-апон-Галл, Велика Британія        | Тверде (i) | Анна Бастрікова                | Клер Каррен Суріна Де Беер                        | 0–6, 4–6         |
| Перемога  | 4 липня 2004      | 10,000 | Красноармійськ (Московська область), Росія | Тверде     | Катерина Бичкова               | Василіса Бардіна Юлія Єфремова                    | 7–6(7–4), 6–0    |
| Перемога  | 4 липня 2004      | 10,000 | Стамбул, Туреччина                         | Тверде     | Світлана Мосякова              | Валерія Бондаренко Габріела Веласко Андреу        | 6–3, 6–3         |
| Перемога  | 25 січня 2005     | 10,000 | Галл, Велика Британія                      | Тверде (i) | Ірина Буликіна                 | Кеті О'Браєн Мелані Саут                          | 4–6, 6–3, 7–5    |
| Поразка   | 25 травня 2005    | 10,000 | Київ, Україна                              | Ґрунт      | Христина Мовсесян              | Олександра Панова Ольга Панова                    | 2–6, 0–6         |
| Поразка   | 3 липня 2005      | 10,000 | Галац, Румунія                             | Ґрунт      | Панова Ольга Олександрівна     | Габріела Нікулеску Коріна Кордуняну               | 4–6, 7–5, 1–6    |
| Поразка   | 17 липня 2005     | 10,000 | Стамбул, Туреччина                         | Тверде     | Ірина Бурячок                  | Пемра Озген Габріела Веласко Андреу               | 2–6, 3–6         |
| Поразка   | 25 липня 2005     | 10,000 | Арад, Румунія                              | Ґрунт      | Анна Бастрікова                | Коріна Кордуняну Ралука Олару                     | 1–6, 4–6         |
| Поразка   | 8 серпня 2005     | 10,000 | Москва, Росія                              | Ґрунт      | Анна Бастрікова                | Катерина Лопес Панова Ольга Олександрівна         | 5–7, 3–6         |
| Поразка   | 12 вересня 2005   | 10,000 | Тбілісі, Грузія                            | Ґрунт      | Пемра Озген                    | Ірина Коткіна Панова Ольга Олександрівна          | 2–6, 6–3, 4–6    |
| Перемога  | 26 червня 2006    | 10,000 | Харків, Україна                            | Ґрунт      | Катерина Афіногенова           | Галина Косик Анна Лапущенкова                     | 6–1, 7–5         |
| Перемога  | 3 липня 2006      | 10,000 | Жуковський район (Брянська область), Росія | Ґрунт      | Еліна Гасанова                 | Євгенія Пашкова Єлизавета Титова                  | 6–3, 6–4         |
| Поразка   | 1 жовтня 2006     | 25,000 | Batumi Open, Грузія                        | Тверде     | Марина Шамайко                 | Петра Цетковська Іпек Шенолу                      | 4–6, 6–3, 4–6    |
| Поразка   | 24 жовтня 2006    | 25,000 | Подольськ, Росія                           | Тверде (i) | Катерина Деголевич             | Анастасія Павлюченкова Євгенія Родіна             | 1–6, 2–6         |
| Поразка   | 28 листопада 2006 | 10,000 | Каїр, Єгипет                               | Ґрунт      | Варвара Галаніна               | Емілі Баке Ольга Брозда                           | 1–6, 3–6         |
| Перемога  | 24 червня 2007    | 10,000 | Сараєво, Bosnia Herzegovina                | Ґрунт      | Каролина Йованович             | Віталія Дяченко Тамара Стойкович                  | 1–6, 6–0, 6–0    |
| Поразка   | 5 серпня 2007     | 10,000 | Москва, Росія                              | Ґрунт      | Лапущенкова Анна Олександрівна | Тетяна Котельникова Марія Жаркова                 | 4–6, 6–3, 3–6    |
| Поразка   | 1 вересня 2007    | 50,000 | Москва, Росія                              | Ґрунт      | Марія Кондратьєва              | Аліса Клейбанова Анастасія Пивоварова             | 4–6, 6–3, 2–6    |
| Перемога  | 3 вересня 2007    | 10,000 | Баку, Азербайджан                          | Ґрунт      | Августа Цибишева               | Леся Цуренко Катерина Єргіна                      | 7–5, 4–6, [10–7] |
| Поразка   | 17 вересня 2007   | 25,000 | Telavi Open, Джорджія                      | Ґрунт      | Шамайко Марина Валеріївна      | Рія Сабай Ксенія Палкіна                          | 2–6, 2–6         |
| Поразка   | 30 вересня 2007   | 25,000 | Batumi Open, Грузія                        | Тверде     | Шамайко Марина Валеріївна      | Міхаела Бузернеску Воїслава Лукич                 | 2–6, 4–6         |
| Перемога  | 28 жовтня 2007    | 25,000 | Подольськ, Росія                           | Тверде (i) | Аріна Родіонова                | Ніна Братчикова Анастасія Полторацька             | 6–3, 6–0         |
| Поразка   | 12 листопада 2007 | 10,000 | Batumi Open, Грузія                        | Тверде     | Єлизавета Точиловська          | Летісія Костас Майте Габаррус-Алонсо              | 5–7, 2–6         |
| Перемога  | 28 жовтня 2007    | 10,000 | Подольськ, Росія                           | Тверде (i) | Єлизавета Точиловська          | Катерина Херт Ніна Братчикова                     | 6–2, 7–5         |
| Перемога  | 27 січня 2008     | 10,000 | Гренобль, Франція                          | Тверде (i) | Ірина Кузьміна                 | Барбора Кртічкова Луціє Шипкова                   | 6–0, 7–5         |
| Поразка   | 17 березня 2008   | 25,000 | Санкт-Петербург, Росія                     | Тверде (i) | Ніна Братчикова                | Нікола Франькова Павлюченкова Анастасія Сергіївна | 2–6, 2–6         |
| Перемога  | 21 квітня 2008    | 25,000 | Наманган, Узбекистан                       | Тверде     | Марія Жаркова                  | Хаєнне Евейк Марина Мельникова                    | 3–6, 7–5, [10–6] |
| Перемога  | 26 травня 2008    | 25,000 | Тольятті, Росія                            | Ґрунт      | Ніна Братчикова                | Нікола Франькова Патріція Майр-Ахлайтнер          | 6–3, 5–7, [10–3] |
| Перемога  | 28 липня 2008     | 50,000 | Дніпро, Україна                            | Ґрунт      | Марія Кондратьєва              | Людмила Кіченок Надія Кіченок                     | 6–3, 6–1         |
| Поразка   | 6 липня 2009      | 10,000 | Брюссельський столичний регіон, Бельгія    | Ґрунт      | Еліна Гасанова                 | Сімона Добра Катержина Ванькова                   | 3–6, 4–6         |
| Перемога  | 17 серпня 2009    | 25,000 | Вестенде, Бельгія                          | Тверде     | Маргаліта Чахнашвілі           | Емілі Баке Ясмін Вер                              | 6–2, 7–5         |
| Перемога  | 5 липня 2009      | 10,000 | Брюссель, Бельгія                          | Ґрунт      | Гасанова Еліна Ельшадівна      | Марселла Кук Йосанне ван Беннеком                 | 7–5, 6–2         |